# Пулен, Мари-Филип
Мари́-Фили́п Пуле́н-Надо́ (фр. Marie-Philip Poulin-Nadeau; 28 марта 1991, Босвиль, Квебек, Канада) — канадская хоккеистка, играющая на позиции нападающего. Игрок сборной Канады, с 2015 года её капитан, двукратная олимпийская чемпионка 2010 и 2014 годов, серебряный призёр Олимпийских игр 2018 года. Достигла редкого успеха, забросив шайбы в трёх финалах Олимпийских игр, в которых принимала участие. Чемпионка мира 2012 года, обладатель 6 серебряных медалей чемпионатов мира (2009, 2011, 2013, 2015, 2016, 2017) и одной бронзовой (2019). Включалась в Сборные всех звёзд Олимпийских игр и чемпионата мира, признавалась MVP лучшим нападающим мирового первенства. Серебряный призёр юниорских чемпионатов мира — в 2008 и 2009 годах, рекордсмен юниорской сборной Канады по результативности. За высокие достижения в юном возрасте получила сравнение с известным соотечественником Сидни Кросби.
С 2007 по 2009 год играла за команду Канадской женской хоккейной лиги (CWHL) «Монреаль Старз». По итогам сезона 2007/8 года признавалась лучшим новичком лиги и была включена в Сборную всех звёзд. В 2009 году стала чемпионкой CWHL, завоевав Кубок Кларксона. Затем пять лет Пулен училась в Бостонском университете, играя за студенческую команду «Терьерс». В 2012, 2013 и 2015 годах становилась чемпионкой дивизиона Национальной ассоциации студенческого спорта (NCAA) — Hockey East. По окончании университета, с 2015 года, играла за клуб CWHL «Монреаль Канадиеннс». В 2017 году выиграла свой второй Кубок Кларксона. По итогам сезонов 2015/16, 2016/17 и 2018/19 годов становилась лучшим бомбардиром лиги и признавалась самым ценным игроком. Пулен выступала за «Канадиенс» вплоть до закрытия лиги и клуба в 2019 году. В настоящее время участвует в турнирах Dream Gap Tour, целью которых является продвижение женского хоккея и создание новой профессиональной женской лиги, обладающей финансовой жизнеспособностью и стабильностью.

## Ранние годы. «Монреаль Старз»
Мари-Филип Пулен родилась в Босвиле, провинция Квебек. В 4 года начала заниматься фигурным катанием, но спустя год решила перейти в хоккей, наблюдая за увлечённостью им своего старшего брата, Пьер-Александра. Родители, Роберт и Дэйни, были благосклонны к занятию своих детей. Они работали на двух работах, чтобы были дополнительные деньги для хоккея. Мама всегда возила дочь на тренировки, а отец сына. Мари-Филип вместе с братом часто играли в хоккей один на один в подвале дома. В одной из таких игр Пьер-Александр выбил своей сестре зуб. Хоккейная карьера Пьер-Александра завершилась в 2013 году, но через год он был приглашён в экспериментальную сборную Канады для участия в 1-м Панамериканском хоккейном турнире, на котором он вместе с командой завоевал золотые медали.

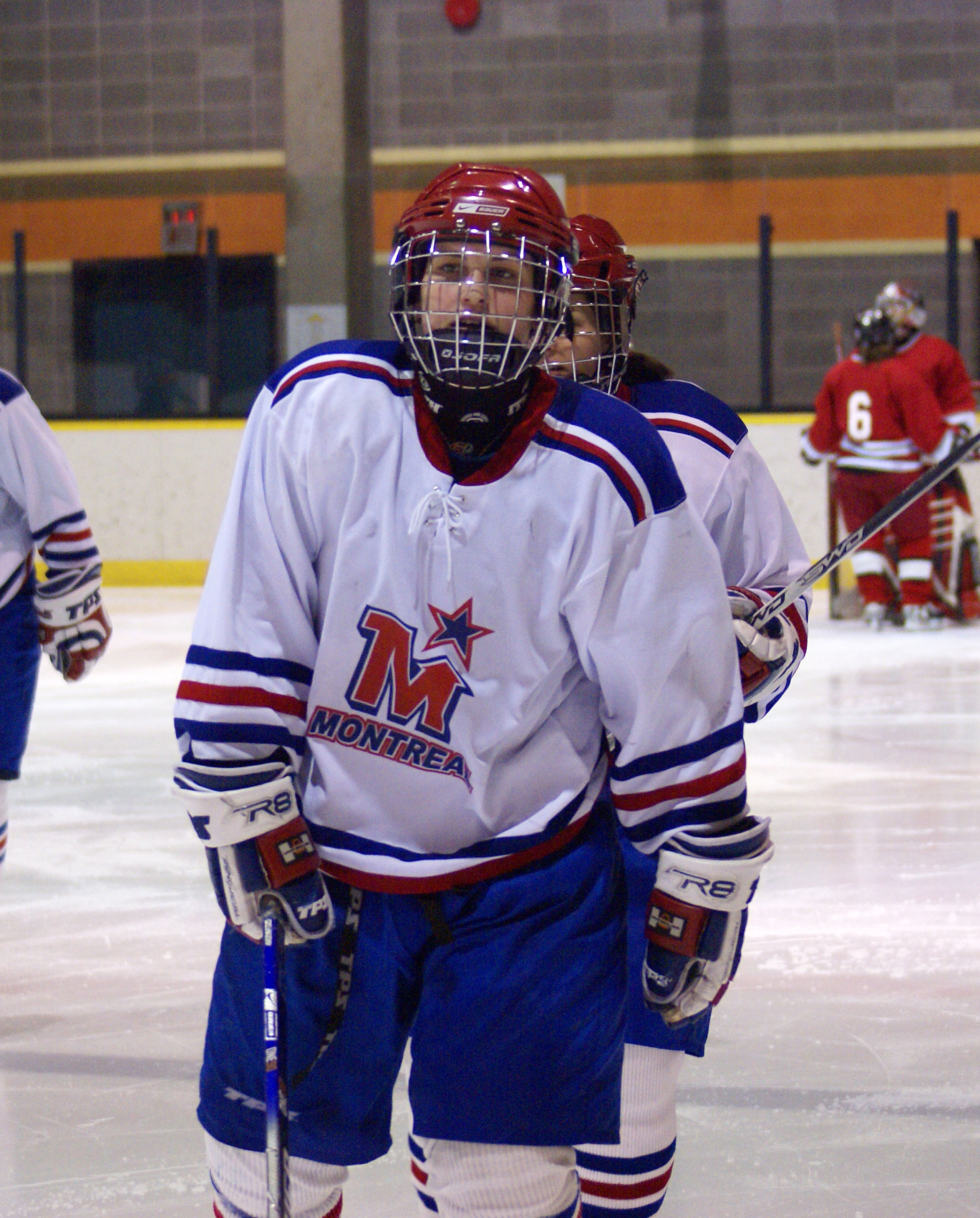
Пулен в составе «Монреаля» в декабре 2007 года

В подростковом возрасте Пулен училась в универсальной школе Сент-Франсуа в Босвиле, где занималась многими видами спорта. Первое участие в рингетте позволило ей сделать выбор в пользу хоккея. Она начала играть в любительских хоккейных лигах Босвиля, при этом успев стать золотым медалистом межшкольных соревнований по бадминтону. В 11 лет у Мари-Филип появилась мечта о победе на Олимпийских играх, после того как она увидела радость хоккеисток сборной Канады, выигравшей в финале олимпийского турнира 2002 года. До 15 лет Мари-Филип, из-за неразвитости женского хоккея в Квебеке, играла исключительно с мальчиками. По словам хоккеистки, ребята приняли её без ограничений, оказывая защиту, в команде она многое узнала о спортивной дисциплине и игровых приёмах. Летом она проходила тренировки в юношеской команде, но поняла, что играть с парнями для неё физически сложно. Последний год обучения в средней школе Мари-Филип провела в Академии Купера, расположенной в Киркланде. В Академии она выучила английский язык, что позволило ей в следующем году, в возрасте 16 лет, присоединиться к команде «Монреаль Старз», выступающей в Канадской женской хоккейной лиге (CWHL).
В сезоне 2007/8 года Пулен сыграла только в 16 матчах, но сумела стать лучшим новичком лиги, заработав 43 (22+21) результативных балла. Мари-Филип заняла второе место в голосовании на звание самого ценного игрока CWHL, проводимого между капитанами клубов. В январе 2008 года Пулен стала лауреатом стипендиальной программы «Монреаль Канадиенс». В следующем сезоне Пулен играла за команду колледжа Доусона, который входит в программу общего и профессионального образования. Параллельно с играми за колледж, Мари-Филип также выступала за «Старз». В марте 2009 года она помогла «Монреалю» выиграть Кубок Кларксона в финале CWHL против «Миннесоты Уайткэпс», отметившись результативной передачей на Каролин Уэллетт. В составе команды колледжа Мари-Филип выиграла звание лучшего новичка и игрока Женской хоккейной лиги колледжей класса AA, а также вошла в первую Сборную всех звёзд лиги по итогам сезона. После олимпийского успеха Пулен, в 2010 году, колледж Доусона вывел из обращения номер, под которым она у них играла.

## Бостонский университет

### Первый курс
В сезоне 2009/10 года Пулен не играла за команду колледжа, так как готовилась c составе национальной сборной в Калгари для участия на Олимпийских играх 2010. Тем не менее, в 2010 году она закончила заочное обучение в колледже Доусона и поступила в Бостонский университет, штат Массачусетс, для изучения психологии После двух голов в финале Олимпийского турнира, у неё было много вариантов продолжения карьеры, но она выбрала Бостонский университет из-за условий, которые они могли ей предложить. Пулен начала играть за студенческую команду «Бостон Университет Терьерс» в чемпионате Национальной ассоциации студенческого спорта (NCAA), в конференции Hockey East. 2 октября она забросила свою первую шайбу за клуб, отличившись в стартовом матче сезона. В игре против Университета Уэйна, 15 октября, Мари-Филип забила 4 гола, при этом одна из шайб стала для неё третьей в сезоне, заброшенной в меньшинстве. Данный результат повторял клубный рекорд «терьеров», но для достижения этого показателя Пулен потребовалось сыграть только в четырёх матчах. В октябре 2010 года Пулен была признана лучшим новичком лиги, являясь при этом лучшим снайпером и бомбардиром среди первокурсников и набирая в среднем 2 очка за игру. Всего за семь матчей в NCAA Пулен заработала 16 (9+7) очков за результативность.
7 и 10 декабря Мари-Филип забрасывала по три шайбы за матч, дважды обеспечивая победу «Бостона». 22 января два гола Пулен в матче с Вермонтским университетом принесли сотую победу в истории для женской команды «Бостон Университет Терьерс». По окончании сезона Пулен вместе с «Терьерс» участвовала в финальном турнире NCAA Championship. «Бостон» дошёл до финала соревнования, где уступил «Висконсин Баджерс» со счётом 1:4. Пулен забросила единственную шайбу своей команды. По итогам сезона Мари-Филип была признана лучшим новичком Hockey East, став первой хоккеисткой Бостонского университета, удостоившейся этого звания. Она также была номинирована на «Пэтти Казмайер Эворд» — приз лучшему игроку NCAA, но уступила в голосовании Меган Дагган.

### Травма. Капитан «Терьерс»
Второй сезон за «Бостон Университет Терьерс» начался для канадки с тяжёлой травмы плеча. Из-за этого повреждения Пулен пропустила три месяца и 18 игр в первой половине сезона. В первой же игре после восстановления от травмы Мари-Филип забросила победную шайбу в ворота команды Университета Мэна, а в следующем матче уже оформила дубль. В марте Пулен была признана лучшим игроком месяца Hockey East, заработав 9 результативных баллов в трёх матчах. Всего в сезоне 2011/12 года Пулен провела 16 игр, в которых набрала 25 (11+14) очков. В следующее межсезонье Мари-Филип была назначена альтернативным капитаном команды. В стартовой игре сезона Пулен отдала две результативные передачи, при этом второй пас привёл к победному голу. В матче против «Миннесота-Дулут Булдогз», 8 декабря 2012 года, Мари-Филип отдала две результативные передачи, набрав своё 100-е очко в NCAA. Сезон 2012/13 года стал лучшим по результативности в карьере Пулен: она набрала 55 (19+36) результативных баллов и обновила клубный рекорд по количеству набранных очков за сезон. В начале сезона Мари-Филип набирала очки 14 игр подряд, а заканчивала его результативной серией из девяти матчей. «Терьерс» вместе с Пулен вновь стали победителями конференции, но на итоговом чемпионате NCAA, как и два года назад, проиграли в финале. По итогам сезона Пулен была включена в первую Сборную всех звёзд Hockey East и Символическую сборную турнира NCAA Championship.
Сезон 2013/14 года Пулен пропускала из-за подготовки к зимним Олимпийским играм 2014 в Сочи. В мае 2014-го главный тренер «Бостон Университет Терьерс» Брайан Дюроше объявил, что в сезоне 2014/15 года капитаном команды назначена Мари-Филип Пулен. В октябре канадка была признана лучшим игроком недели в конференции: она внесла значимый вклад в две победы над действующим победителем NCAA — Университет Кларксона. В начале 2015 года Пулен демонстрировала результативную игру и два первых месяца года признавалась лучшим игроком Hockey East. На финальном турнире конференции, проводимом в марте, она набрала 7 (5+2) очков за результативность в решающих двух матчах и помогла принести «Терьерс» пятую победу, рекордную для Hockey East. Она была признана MVP финала, а также включена в первую Сборную всех звёзд лиги. Мари-Филип была номинантом на получение «Пэтти Казмайер Эворд», но приз выиграла Алекс Карпентер. Средняя результативность Пулен в календарном году составила 1,90 очка за матч, что стало лучшим показателем среди всех хоккеисток NCAA. По окончании сезона 2014/15 года Мари-Филип завершала обучение в Бостонском университете, она покидала «Бостон Университет Терьерс» с рекордными для команды показателями по количеству заброшенных шайб (81), отданных передач (100) и набранных очков (181).

## «Монреаль Канадиеннс»
На драфте CWHL 2015 года Пулен была выбрана в 1-м раунде под общим 3-м номером командой «Монреаль Канадиеннс», образованной после ребрендинга «Старз» по окончании сезона 2014/15 года. 31 декабря Мари-Филип в составе «Канадиеннс» приняла участие в Зимней женской классике — хоккейном матче против «Бостон Брайд» под открытом небом, проводимом на «Джиллетт Стэдиум». На следующей день на этой арене проходила игра Зимней классики НХЛ 2016, в котором приняли участие клубы Национальной хоккейной лиги (НХЛ) «Монреаль Канадиенс» и «Бостон Брюинз», связанные партнёрскими отношениями с игравшими вчера женскими командами. В январе 2016 года Пулен была выбрана капитаном команды «чёрных» Джули Чу под первым номером для участия во втором Матче всех звёзд CWHL. Канадка стала лучшим игроком матча, забросив две шайбы, что помогло победить её команде со счётом 5:1. В чемпионате Мари-Филип демонстрировала результативную игру по ходу регулярного сезона и плей-офф, в финале которого «Монреаль» проиграл «Калгари Инферно» — 3:8. По итогам сезона она стала обладательницей приза «Анжела Джеймс Боул», вручаемый лучшему бомбардиру лиги, и «Джейна Хеффорд Трофи» — награды самому ценному игроку чемпионата по версии хоккеисток. Руководство CWHL также признало Пулен MVP сезона 2015/16 года.
Перед началом следующего сезона Пулен была выбрана игроками «Монреаля» новым капитаном, третьим в истории клуба. В октябре Мари-Филип набрала своё 100-е очко в CWHL, заработав три результативных балла в матче с «Брамптон Тандер». Сезон 2015/16 года для CWHL стал 10-м в своей истории, в честь него были организованы «Игры наследия» (англ. Heritage Games). В рамках одной из таких «игр» Пулен вместе с женской командой «Монреаля» впервые сыграли на главной арене своего города — «Белл-центр». В феврале Мари-Филип участвовала в Матче всех звёзд CWHL, в котором отдала три результативных передачи, что помогло её команде победить со счётом 9:5. В лиге «Канадиенс» дошли до финала плей-офф, где они, как и год назад, играли с «Калгари Инферно». Хоккеистки «Монреаля» взяли реванш за предыдущий сезон — 3:1; Пулен оформила дубль и была признана второй звездой матча, выиграв свой второй Кубок Кларксона. Результативность канадки снизилась по сравнению с прошлым сезоном, но набранных 37-и результативных баллов ей хватило, чтобы разделить звание лучшего бомбардира с Джесс Джонс. Мари-Филип вновь была признана лигой и хоккеистками CWHL самым ценным игроком регулярного сезона.
В сезонах 2016/17 и 2018/19 годов Пулен работала тренером по катанию в женской студенческой команде «Макгилл Марлетс», выступающей в ассоциации U Sports. В сезоне 2017/18 года она была освобождена от игры за «Монреаль Канадиеннс» и не смогла тренировать «Марлетс», так как готовилась с национальной сборной в Калгари к Олимпийским играм 2018. В отсутствие Пулен обязанности капитана исполняла Анн-Софи Беттес. Возвратившись в сезоне 2018/19 года Пулен продолжила показывать высокий уровень игры за «Монреаль». Она приняла участие в своём третьем Матче всех звёзд CWHL, во время которого начала подниматься тема о возможном слиянии канадской лиги и Национальной женской хоккейной лиги (NWHL). По итогам сезона Мари-Филип установила личные рекорды по количеству отданных голевых передач (27) и набранных результативных баллов (50) в регулярном сезоне CWHL. Канадка завоевала свои третьи «Анжела Джеймс Боул» и «Джейна Хеффорд Трофи», а также очередное звание MVP сезона. Пулен не смогла принять участие в полуфинальной серии плей-офф из-за травмы, полученной в последнем матче регулярного чемпионата. Она провела только секунды финального матча за «Канадиеннс» и не смогла помочь команде, которая проиграла «Калгари Инферно» — 2:5.

## Бойкот. Матч звёзд НХЛ
C 1 мая 2019 года CWHL прекратила свою деятельность в связи со своей «экономически неустойчивой» бизнес-моделью: лига нуждалась в больших финансовых вливаниях. Временный комиссар CWHL Джейна Хеффорд заявила, что в любом случае сезон 2019/20 года в CWHL не состоится. Шли переговоры о слиянии двух лиг — CWHL и NWHL, которая являлась первой профессиональной женской хоккейной лигой Северной Америки, где игрокам начали выплачивать зарплаты. С 2017 года стипендии начали начислять в CWHL, но они были недостаточными, и многие игроки помимо занятия хоккеем зарабатывали деньги на других работах. Руководители лиг вели переговоры с НХЛ, чтобы она создала под своим руководством единый женский чемпионат. Комиссар НХЛ Гэри Беттмэн уклонился от данной инициативы, при этом его лига на протяжении нескольких лет осуществляла финансовую помощь CWHL и NWHL.

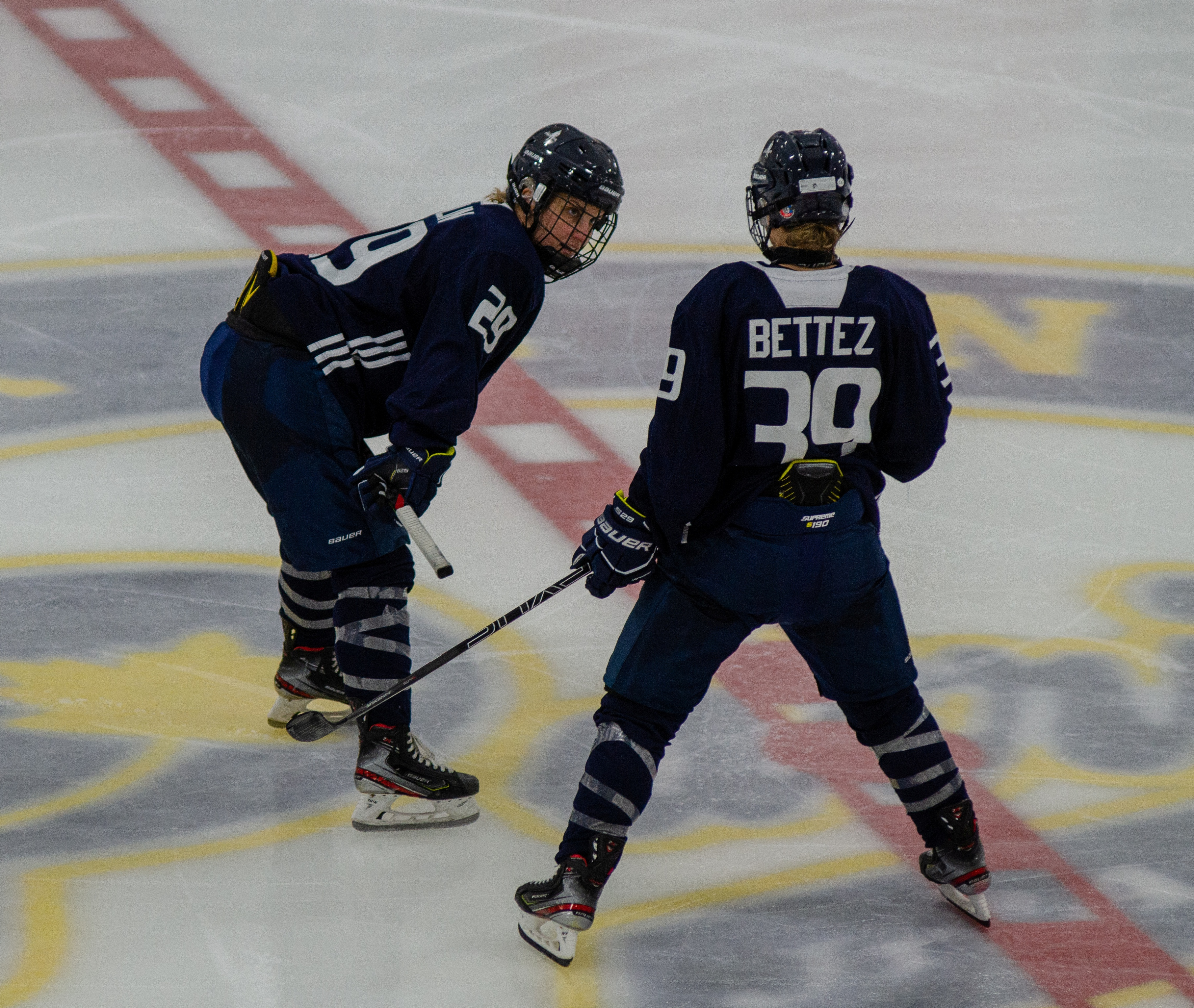
Пулен и Анн-Софи Беттес в матче Dream Gap Tour в сентябре 2019 года

В итоге, не придя к компромиссу по поводу создания новой лиги, в мае 2019 года Пулен и ещё более 200 хоккеисток объявили бойкот, заключающийся в том, что они не будут играть ни в одном профессиональном чемпионате Северной Америки, пока не будет создана лига, обладающая необходимыми ресурсами и способная привлечь лучших игроков мира. Мари-Филип объясняла своё участие в акции стремлением добиться того, чтобы молодые хоккеистки могли сосредоточиться на хоккее, а не работать до вечера, чтобы затем ночью проводить тренировки. Позже бойкотисты создали Ассоциацию профессиональных хоккеисток (PWHPA), в которую вошли многие игроки из сборных США, Канады и европейских стран. Для демонстрации зрелищности женского хоккея, а также для более тесного общения с болельщиками и спонсорами, PWHPA было объявлено о проведении серии турниров Dream Gap Tour. Пулен стала одной из главных звёзд проводимой серии.
Пулен принимала активное участие в конкурсном дне, предваряющим Матч всех звёзд НХЛ 2020 в Сент-Луисе. Она сыграла в игре 3 на 3, проводимой между лучшими хоккеистками сборной Канады и США в формате два периода по десять минут. Мари-Филип также была приглашена для участия в конкурсе «Бросающие звёзды», целью которого было бросать шайбу по целям с платформы, расположенной на высоте примерно 9-и метров над уровнем льда, и зарабатывать баллы. В конкурсе принимали участие 8 хоккеистов и 2 хоккеистки, у каждого было по семь бросков, победитель получал приз 30000$. Мари-Филип набрала 15 очков и заняла 5-е место; выиграл конкурс нападающий «Чикаго Блэкхокс» Патрик Кейн, заработавший 22 балла и опередивший своих соперников во 2-м тай-брейке.

## Карьера в сборной

### Юниорская сборная. Первая Олимпиада
Осенью 2007 года, когда Пулен было только 16 лет, она дебютировала в составе юниорской сборной Канады в серии из трёх товарищеских матчей в Принс-Джордже, Британская Колумбия. В 2008 году она вошла в список игроков для участия на юниорском чемпионате мира 2008. Мари-Филип стала лучшим бомбардиром и снайпером турнира, набрав 14 (8+6) очков в 5 матчах. Директорат чемпионата мира признал её также лучшим нападающим. Сборная Канады завоевала серебряные медали, проиграв в финале сборной США. На следующим чемпионате мира Пулен вместе со сборной повторила результат предыдущего турнира и во второй раз стала серебряным призёром. После этого турнира Мари-Филип стала самой результативной хоккеисткой среди игроков сборных до 18 лет — 31 результативный балл в 17 матчах. Пулен до сих пор принадлежат рекорды юниорской сборной Канады по количеству голов и очков на чемпионатах мира.
В 2009 году Пулен дебютировала за основную сборную Канады. По словам Мари-Филип, первый матч за национальную команду прошёл для неё очень волнительно, поскольку в составе канадок играли её кумиры детства. Она участвовала на чемпионате мира 2009, на котором вместе со сборной завоевала серебряные медали. На мировом первенстве Пулен сыграла в 5 матчах, в которых заработала 5 (2+3) результативных баллов. В начале осени она принимала участие в составе сборной на международном турнире в Ванкувере. В финале турнира сборная Канады уступила американкам — 1:2.

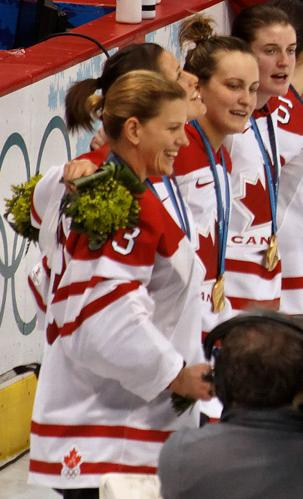
Пулен (вторая справа) на награждении призёров хоккейного олимпийского турнира 2010 года

После чемпионата мира Пулен вошла в состав сборной для участия на зимних Олимпийских играх 2010 года в Ванкувере. Она была освобождена от выступлений за свою студенческую команду. Мари-Филип сумела удачно сыграть на своих первых Играх. Лучшей её игрой стал финальный матч со сборной США, в котором она оформила дубль и тем самым помогла канадкам одержать победу со счётом 2:0. По итогам олимпийского турнира Пулен была включена в Сборную всех звёзд. После награждения медалями канадская сборная устроила громкое празднование на льду с распитием пива и шампанского, курением сигар. Из-за этого разгорелся скандал, связанный с тем, что Мари-Филип, также участвовавшей в ликовании, было всего 18 лет, а употреблять спиртное по законам Британской Колумбии разрешено с 19 лет.

### Чемпионка мира. Вторая Олимпиада
В конце 2010 года Пулен помогла сборной завоевать золото на Кубке четырёх наций. В матче со сборной Финляндии она сумела оформить хет-трик. Первый после Олимпиады чемпионат мира, проходивший в Швейцарии, вновь принёс Пулен лишь серебряную медаль. При этом её средняя результативность впервые оказалась меньше, чем одно очко за игру. На чемпионате мира 2012 Мари-Филип вместе с командой сумела выиграть мировое первенство. Эта победа позволила Пулен войти в Тройной золотой клуб, для попадания в который хоккеисткам необходимо было одержать победу на Олимпийских играх, чемпионате мира и Кубке Кларксона. Мари-Филип стала шестым игроком, вошедшим в этот клуб.
Чемпионат мира 2013 проходил в родной для Пулен стране, в городе Оттава. Мари-Филип провела этот турнир очень результативно: она заработала 12 (6+6) очков, что принесло ей звание лучшего бомбардира, снайпера и ассистента чемпионата мира. Кроме того, она была признана MVP и лучшим нападающим турнира. Однако усилий Пулен не хватило, чтобы канадки одержали победу на домашнем чемпионате мира: в финале хозяева проиграли сборной США со счётом 2:3.
В 2014 году Мари-Филип предстояло выступать на своей второй Олимпиаде. Ещё до начала соревнований Пулен была впечатлена олимпийской деревней и расположением олимпийских объектов на Играх в Сочи. В финал соревнования вышли фавориты — сборные Канады и США. Как и на предыдущих играх, в финале Пулен сумела принести Канаде золотые медали. Большую часть основного времени канадская команда уступала в счёте. За менее минуты до конца встречи Мари-Филип сделала счёт равным и перевела игру в овертайм. А уже в дополнительное время она забросила победную шайбу, отличившись при реализации большинства. После финала Пулен отметила, что заслуга в победе принадлежит всей команде.

### Капитан сборной. Третья Олимпиада
После того как многие лидеры канадской команды, включая Хейли Уикенхайзер, Джейну Хеффорд и Каролин Уэллетт, завершили международную карьеру по окончании Олимпийских игр 2014, Пулен была назначена капитаном сборной Канады. Три следующие чемпионата мира (2015, 2016 и 2017) сложились для Мари-Филип и канадской сборной одинаково. Во всех мировых первенства новый капитан зарабатывала по 6 результативных баллов, что помогало канадкам выходить в финал турнира, где они проигрывали сборной США. На чемпионате мира 2017 американки могли не принять участия из-за разногласий с Федерацией хоккея США по поводу выплат хоккеисткам, но за несколько дней до турнира соглашение было подписано, и в финале ими была побеждена сборная Канады в овертайме со счётом 3:2. На данном чемпионате мира Пулен стала лучшим бомбардиром своей команды, а директорат турнира включил её в Сборную всех звёзд. На трёх турнирах Кубка четырёх наций межолимпийского цикла сборная Канады вместе с Пулен также не смогла завоевать золотые медали, проиграв все финальные игры американкам.
В сезоне 2017/18 года для подготовки к Олимпийским играм 2018 в Пхёнчхане Пулен проводила контрольные матчи в составе сборной Канады в юношеской лиге провинции Альберта класса midget AAA. В 15 играх данного турнира Мари-Филип набрала 10 (6+4) баллов за результативность. На хоккейном олимпийском турнире канадская команда уверенно сыграла матчи предварительного раунда, включая победный над сборной США. В этой игре за несколько секунд до конца основного времени произошла массовая потасовка между хоккеистками, по итогам которой Мари-Филип и Моник Ламурё получили штрафы за грубость. В финале соревнования, как и на двух предыдущих Олимпиадах, соперником канадок стала сборная США. Во второй периоде Пулен забила гол, став автором редкого достижения, забросив шайбы в трёх финалах Олимпийских игр, в которых принимала участие. В овертайме команды не выявили победителя, а в серии послематчевых буллитов лучше оказались игроки сборной США, одержавшие победу на Олимпийских играх впервые за 20 лет.
На чемпионате мира 2019, проводимым в Эспоо, Пулен не смогла полноценно участвовать из-за травмы колена, полученной в конце регулярного сезона CWHL. Она отказалась проводить матчи на трибуне, а переодевалась в хоккейную экипировку и поддерживала команду на скамейке. Всего Мари-Филип выходила на лёд в трёх матчах, проведя в общей сложности менее 5 минут на турнире. Сборная Канады без своего лидера и капитана не сумела показать качественную игру; бывший тренер сборной сравнил её с попыткой сыграть в шахматы без своей «королевы». В итоге сборная Канады проиграла в полуфинале сборной Финляндии со счётом 2:4, впервые в своей истории не выйдя в финал мирового первенства. Данное поражение называлось главным потрясением в женском хоккее последних лет. Канадки играли в матче за бронзовые медали со сборной России и добились уверенной победы — 7:0.

## Стиль игры. Вне хоккея

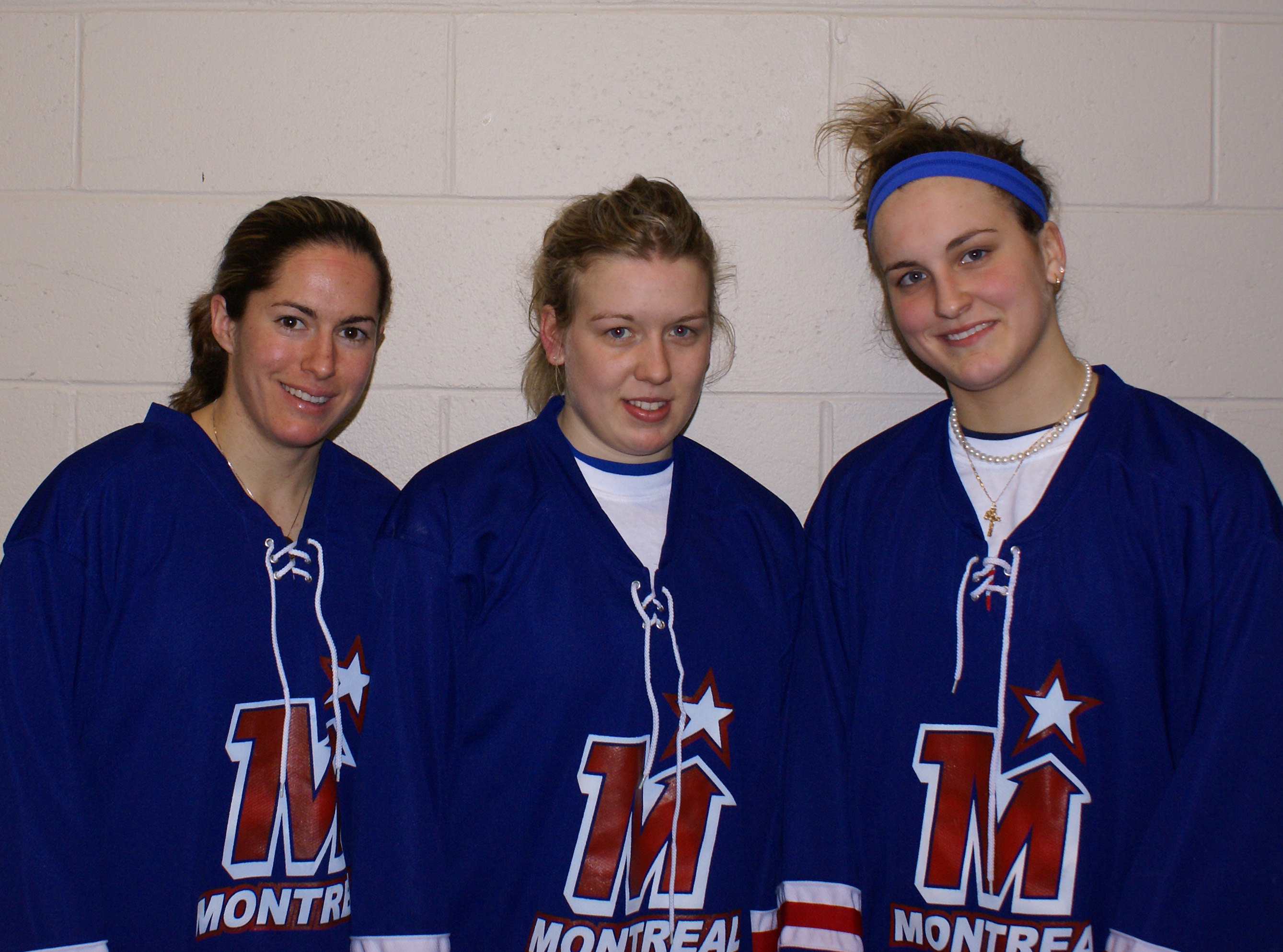
Пулен (крайняя справа) c партнёршами по «Старз» в 2008 году

Мари-Филип Пулен считают лучшей хоккеисткой мира и звездой женского хоккея. Её игру описывают как опасную, уклончивую, умную, страстную, уверенную. Мари-Филип считают обладательницей неуловимым хоккейным шестым чувством, что помогает ей быть грозным бомбардиром. Отмечают, что у Пулен трудно отобрать шайбу, а также выделяют её ловкую технику обработки шайбы. При этом у Мари-Филип превосходное катание и хорошее видение игры. Отмечают лидерские навыки канадки, её умение заботиться о себе и о своих товарищах по команде. Выделяют умение Пулен показывать лучшую игру в решающих матчах против сильнейших соперников, а также её стремление бороться на всех участках площадки, включая места, где идёт жёсткая физическая игра. Из-за своих игровых качеств Мари-Филип Пулен часто сравнивают с Сидни Кросби.
Мари-Филип не замужем. Она не хочет, чтобы её муж был хоккеистом, вне зависимости от его успешности. По мнению Пулен, хоккеисты-мужчины слишком любят себя и из-за этого у них нарушается психика. Её подруга и соседка по комнате в университете, Луиза Уоррен, характеризовала Мари-Филип как очень застенчивого и скромного человека: «Она аккуратная, хорошо училась, не любила плакаты на стенах, слушала музыку в стиле кантри, иногда устраивала всякие розыгрыши». По её мнению, Пулен не имела конкретных суеверий, связанных с хоккеем, или любимого игрока, при этом она являлась фанатом клуба «Монреаль Канадиенс». Своим хобби Пулен считает гольф. Она несколько раз участвовала на турнирах по гольфу, организованных колледжем Доусона, в качестве почётного председателя. Её жизненный девиз: «Падать семь раз, вставать восемь». Мари-Филип отмечает, что важное значение в достижении целей имеет самоотдача, поэтому она присоединилась к программе компании Tide под названием «Подними планку» (англ. “Raise the Bar”). C 2016 года Пулен начала сотрудничество с программой The First Shift, компаниями Canadian Tire и Bauer для того, чтобы помогать детям в возрасте от 6-и до 10-и лет заниматься спортом.

## Статистика
| Легенда | Легенда                    | Легенда | Легенда                   | Легенда | Легенда    |
| ------- | -------------------------- | ------- | ------------------------- | ------- | ---------- |
| И       | Количество проведённых игр | Штр     | Штрафное время            | +/−     | Плюс-минус |
| Г       | Голы                       | П       | Голевые передачи          | О       | Очки       |
| -       | Статистика неизвестна      | —       | Статистика не учитывалась |         |            |

### Клубная
- Для некоторых сезонов возможно, что в «Регулярном сезоне» учитывается статистика игрока совместно с Плей-офф.

### Международная
По данным: USCHO.com, Eurohockey.com и Eliteprospects.com

## Достижения

### Командные
| Год                                | Команда                    | Достижение                                       | Достижение |
| ---------------------------------- | -------------------------- | ------------------------------------------------ | ---------- |
| Клубные                            |                            |                                                  |            |
| 2009                               | Монреаль Старз             | Обладательница Кубка Кларксона (2)               | [ 12 ]     |
| 2017                               | Монреаль Канадиеннс        | Обладательница Кубка Кларксона (2)               | [ 53 ]     |
| 2012, 2013, 2015                   | Бостон Университет Терьерс | Чемпионка Hockey East (3)                        | [ 32 ]     |
| Международные                      |                            |                                                  |            |
| 2008, 2009                         | Канада (юниор.)            | Серебряный призёр юниорского чемпионата мира (2) | [ 11 ]     |
| 2009, 2011, 2013, 2015, 2016, 2017 | Канада                     | Серебряный призёр чемпионата мира (6)            | [ 11 ]     |
| 2010, 2014                         | Канада                     | Олимпийская чемпионка (2)                        | [ 11 ]     |
| 2012                               | Канада                     | Чемпионка мира                                   | [ 11 ]     |
| 2018                               | Канада                     | Серебряный призёр Олимпийских игр                | [ 11 ]     |
| 2019                               | Канада                     | Бронзовый призёр чемпионата мира                 | [ 11 ]     |

### Личные
| Год              | Команда                    | Достижение                                                        | Достижение |
| ---------------- | -------------------------- | ----------------------------------------------------------------- | ---------- |
| Клубные          |                            |                                                                   |            |
| 2008             | Монреаль Старз             | Попадание в Сборную молодых звёзд CWHL                            | [ 11 ]     |
| 2008             | Монреаль Старз             | Лучший новичок CWHL                                               | [ 11 ]     |
| 2008             | Монреаль Старз             | Попадание в Сборную всех звёзд Восточного дивизиона CWHL          | [ 11 ]     |
| 2011             | Бостон Университет Терьерс | Попадание в Сборную молодых звёзд Hockey East                     | [ 32 ]     |
| 2011             | Бостон Университет Терьерс | Новичок года Hockey East                                          | [ 32 ]     |
| 2013, 2015       | Бостон Университет Терьерс | Попадание в первую Сборную всех звёзд Hockey East (2)             | [ 32 ]     |
| 2013             | Бостон Университет Терьерс | Попадание в Символическую сборную турнира NCAA Championship       | [ 32 ]     |
| 2016, 2017, 2019 | Монреаль Канадиеннс        | Участница Матча всех звёзд CWHL (3)                               | [ 53 ]     |
| 2016, 2017, 2019 | Монреаль Канадиеннс        | Обладательница «Джейна Хеффорд Трофи» (3)                         | [ 53 ]     |
| 2016, 2017, 2019 | Монреаль Канадиеннс        | Обладательница «Анжела Джеймс Боул» (3)                           | [ 53 ]     |
| 2016, 2017, 2019 | Монреаль Канадиеннс        | Самый ценный игрок CWHL (3)                                       | [ 53 ]     |
| 2016, 2019       | Монреаль Канадиеннс        | Лучший снайпер CWHL (2)                                           | [ 53 ]     |
| 2017             | Монреаль Канадиеннс        | Лучший ассистент CWHL                                             | [ 53 ]     |
| Международные    |                            |                                                                   |            |
| 2008             | Канада (юниор.)            | Лучший бомбардир юниорского чемпионата мира                       | [ 11 ]     |
| 2008             | Канада (юниор.)            | Лучший снайпер юниорского чемпионата мира                         | [ 11 ]     |
| 2008             | Канада (юниор.)            | Лучший нападающий юниорского чемпионата мира                      | [ 11 ]     |
| 2010             | Канада                     | Попадание в Сборную всех звёзд хоккейного турнира Олимпийских игр | [ 69 ]     |
| 2013             | Канада                     | Лучший бомбардир чемпионата мира                                  | [ 73 ]     |
| 2013             | Канада                     | Лучший снайпер чемпионата мира                                    | [ 73 ]     |
| 2013             | Канада                     | Лучший ассистент чемпионата мира                                  | [ 73 ]     |
| 2013             | Канада                     | Лучший нападающий чемпионата мира                                 | [ 74 ]     |
| 2013, 2017       | Канада                     | Попадание в Сборную всех звёзд чемпионата мира (2)                | [ 74 ]     |
| 2013             | Канада                     | MVP чемпионата мира                                               | [ 74 ]     |

## Рекорды
Канада (до 18)
- Наибольшее количество голов на одном юниорском чемпионате мира — 8 (2008)
- Наибольшее количество голов на юниорских чемпионатах мира — 13
- Наибольшее количество очков на юниорских чемпионатах мира — 26

По данным: Eliteprospects.com

### Комментарии
1. ↑  Приз, вручаемый победителю CWHL.
2. ↑  Приз, вручаемый самому ценному игроку CWHL по результату голосования игроков.
3. ↑  Приз, вручаемый лучшему бомбардиру CWHL.